# Bourdalat
Bourdalat ist eine französische Gemeinde mit 205 Einwohnern (Stand 1. Januar 2022) im Département Landes in der Region Nouvelle-Aquitaine (vor 2016: Aquitanien). Die Gemeinde gehört zum Arrondissement Mont-de-Marsan und zum Kanton Adour Armagnac (bis 2015: Kanton Villeneuve-de-Marsan).
Der Name in der gascognischen Sprache lautet Bordalat. Er heißt übersetzt „Ort, wo sich Bauernhöfe befinden“. In früheren Zeiten lautete der Name der Gemeinde Saint-Jean-de-Maucamp.
Die Einwohner werden Bourdalatois und Bourdalatoises genannt.

## Geographie
Bourdalat liegt ca. 20 km östlich von Mont-de-Marsan in der historischen Provinz Armagnac in der Gascogne an der östlichen Grenze zum benachbarten Département Gers.
Umgeben wird Bourdalat von den Nachbargemeinden:
| Perquie |                                             | Monguilhem (Gers) |
| Hontanx | Kompassrose, die auf Nachbargemeinden zeigt | Toujouse (Gers)   |
|         | Le Houga (Gers)                             |                   |

Bourdalat liegt im Einzugsgebiet des Flusses Adour.
Der Ruisseau de Charros und der Ruisseau de la Gaube, Nebenflüsse des Midou, durchqueren das Gebiet der Gemeinde.

## Geschichte
Das auf Verteidigung ausgerichtete Aussehen der im Mittelalter errichteten Pfarrkirche bezeugt die Konflikte, die in der Region herrschten. Wie zahlreiche andere Gemeinden in den Landes, so haben die Hugenottenkriege im 16. Jahrhundert Bourdalat hart getroffen. Von 1639 an gehörte Bourdalat zur Grundherrschaft von Poyanne. Die Grundherren standen für eine lange Zeit im Dienst des französischen Königs und waren sehr einflussreich. Die Grundherren besaßen sicherlich viele Stücke Land, und wohl aus diesem Grund gab es 1651 viele kleine Pächter. Dies erklärt auch den Aufschwung des Weinbaus in jener Zeit. Zu Beginn des 20. Jahrhunderts wandte sich Bourdalat dem Weinbau und der Produktion des Armagnacs zu.

### Einwohnerentwicklung

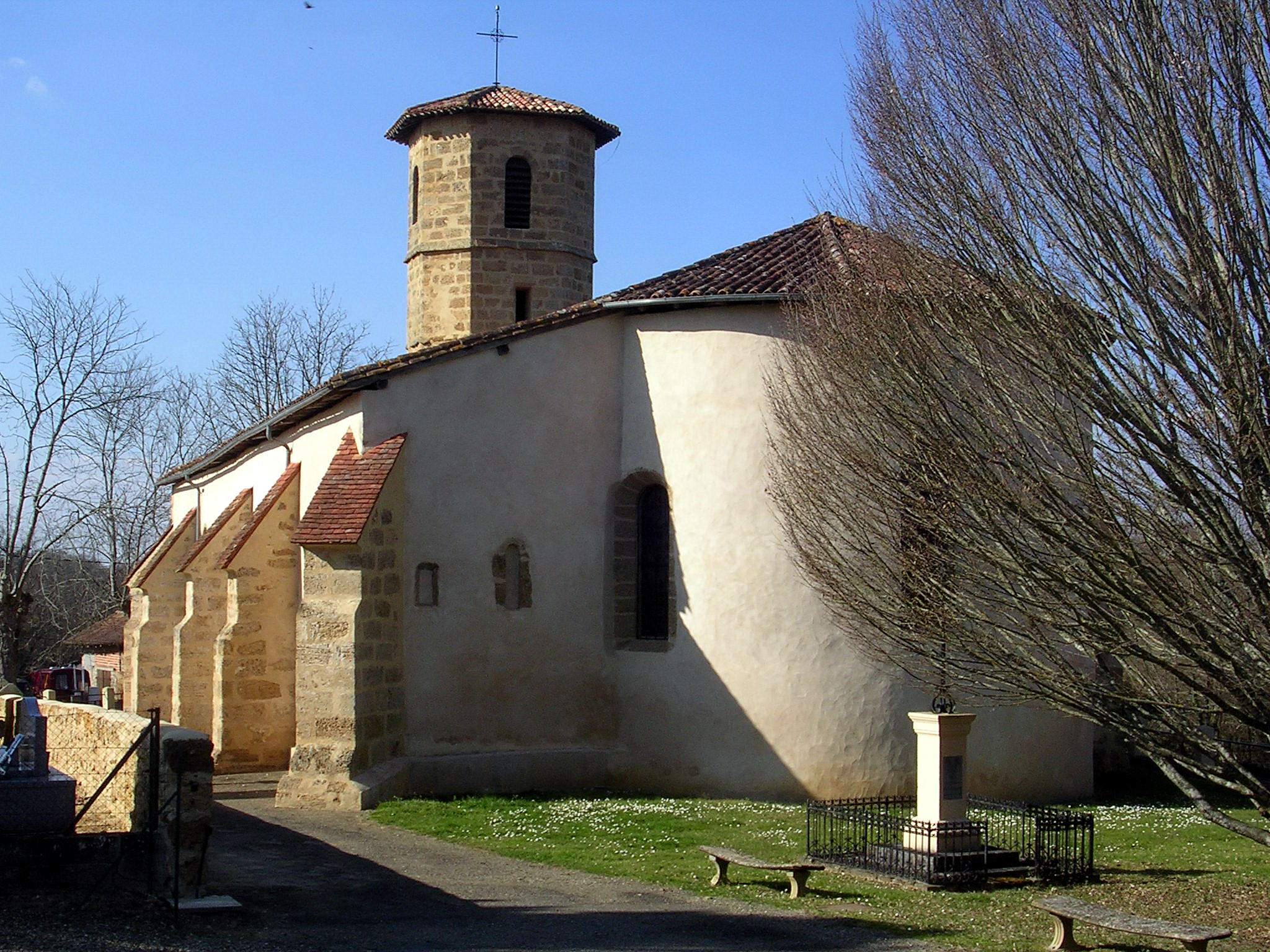
Pfarrkirche Saint-Jean-Baptiste

Nach einem Höchststand der Einwohnerzahl von rund 655 in der Mitte des 19. Jahrhunderts reduzierte sich die Zahl bei mehreren kurzen Erholungsphasen bis zu den 1990er Jahren auf rund 185 Einwohnern, bevor die Größe der Gemeinde moderat zunahm. 
| Jahr      | 1962 | 1968 | 1975 | 1982 | 1990 | 1999 | 2006 | 2010 | 2022 |
| --------- | ---- | ---- | ---- | ---- | ---- | ---- | ---- | ---- | ---- |
| Einwohner | 277  | 272  | 252  | 215  | 186  | 187  | 213  | 210  | 205  |

## Sehenswürdigkeiten
- Pfarrkirche Saint-Jean-Baptiste, erbaut im 14. Jahrhundert, eingeschrieben als Monument historique

## Wirtschaft und Infrastruktur

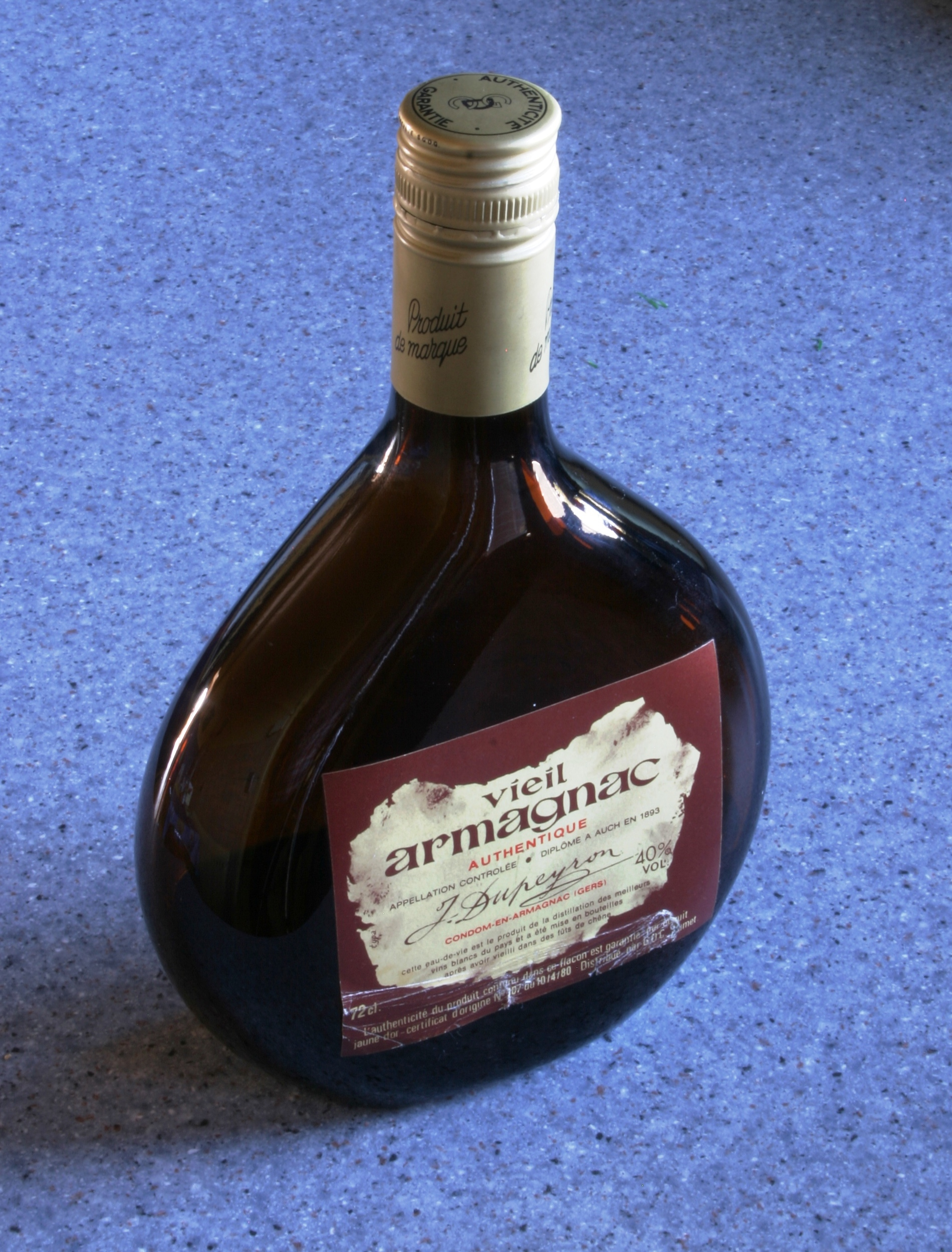
Flasche mit Armagnac

Neben dem Weinbau wird die Landwirtschaft durch die Kultivierung von Weizen, Mais und Gemüse bestimmt.
Bourdalat liegt in den Zonen AOC des Armagnac (Armagnac-Ténarèze, Bas Armagnac und Haut Armagnac), des Blanche-Armagnacs, und des Floc de Gascogne, eines Likörweins.

### Bildung
Die Gemeinde verfügt über eine öffentliche Grundschule mit 34 Schülerinnen und Schülern im Schuljahr 2017/2018.

### Verkehr
Bourdalat ist erreichbar über die Routes départementales 64 (Gers 551), 164 und 264 (Gers 125).